# Nesonycteris
Nesonycteris – rodzaj ssaków z podrodziny Pteropodinae w obrębie rodziny rudawkowatych (Pteropodidae).

## Rozmieszczenie geograficzne
Rodzaj obejmuje gatunki występujące endemicznie w archipelagu Wysp Salomona.

## Morfologia
Długość ciała 80–106 mm, długość ucha 10–16 mm, długość tylnej stopy 14,4–23 mm, długość przedramienia 48–61 mm; masa ciała 25–54 g.

## Systematyka
Rodzaj zdefiniował w 1887 roku angielski zoolog Oldfield Thomas w artykule zatytułowanym Diagnoza dwóch nowych nietoperzy owocożernych z Wysp Salomona, opublikowanym na łamach „The Annals and Magazine of Natural History”. Gatunkiem typowym jest (oznaczenie monotypowe) solomonowiec drzewny (N. woodfordi).

### Etymologia
Nesonycteris: gr. νησος nēsos ‘wyspa’ (tj. Shortland); νυκτερις nukteris, νυκτεριδος nukteridos ‘nietoperz’.

### Podział systematyczny
Do rodzaju należą następujące gatunki:
| Grafika | Gatunek                 | Autor i rok opisu | Nazwa zwyczajowa      | Podgatunki         | Rozmieszczenie geograficzne | Podstawowe wymiary                                            | Status IUCN |
| ------- | ----------------------- | ----------------- | --------------------- | ------------------ | --- | ------------------------------------------------------------- | ----------- |
|         | Nesonycteris fardoulisi | (Flannery, 1993)  | solomonowiec kwiatowy | gatunek monotypowy | endemit Wysp Salomona: Makira | DC:brak danych DO: bezogonowy DP: 5,7–6,1 cm MC: brak danych  | NT          |
|         | Nesonycteris maccoyi    | (Flannery, 1993)  |                       | gatunek monotypowy | endemit Wysp Salomona: Malaita | DC: brak danych DO: bezogonowy DP: 5,8–6,5 cm MC: brak danych | NE          |
|         | Nesonycteris mengermani | (Flannery, 1993)  |                       | gatunek monotypowy | endemit Wysp Salomona: Vella Lavella, Kolombangara, Nowa Georgia, Vangunu i Wyspy Russella                                                                         | DC: brak danych DO: bezogonowy DP: 5,2–5,8 cm MC: brak danych | NE          |
|         | Nesonycteris woodfordi  | O. Thomas, 1887   | solomonowiec drzewny  | 3 podgatunki       | Papua-Nowa Gwinea (Buka, Wyspa Bougainville’a) i Wyspy Salomona (Shortland, Fauro, Chiseul, Santa Isabel, Nggela i Guadalcanal); zakres wysokości: 0–1100 m n.p.m. | DC: 8–10,6 cm DO: bezogonowy DP: 4,8–5,9 cm MC: 25–50 g       | LC          |

Kategorie IUCN:  LC  – gatunek najmniejszej troski,  NT  – gatunek bliski zagrożenia;  NE  – gatunki niepoddane jeszcze ocenie.